# 에코플라스틱
에코플라스틱 주식회사(영어: ECOPLASTIC)는 대한민국의 자동차 부품 기업이다.

## 개요
현대·기아차 미국 조지아 전기차 공장에 범퍼, 내외장재를 생산해 납품할 예정이다.

## 같이 보기
- 서진오토모티브